# تشارلز إف. ويست
تشارلز إف. ويست هو أستاذ جامعي وسياسي أمريكي، ولد في 12 يناير 1895 في ماونت فرنون في الولايات المتحدة، وتوفي في 27 ديسمبر 1955 في برادنتون في الولايات المتحدة. نشط حزبياً في الحزب الديمقراطي. وقد انتخب عضو مجلس النواب الأمريكي ‏.